# Colletes haubrugei
Colletes haubrugei är en biart som beskrevs av Kuhlmann 2002. Colletes haubrugei ingår i släktet sidenbin, och familjen korttungebin. Inga underarter finns listade i Catalogue of Life.